# Нефтеюганськ
Нефтеюга́нськ (рос. Нефтеюганськ) — місто у складі Ханти-Мансійського автономного округу Тюменської області, Росія. Адміністративний центр та єдиний населений пункт Нефтеюганського міського округу.
З 2000 по 2003 роки — головне місто нафтової компанії ЮКОС. Нефтеюганськ є містом-побратимом Анкума та Балтійська.
Населення — 126690 осіб (2024, 122855 у 2010, 107830 у 2002).

## Історія
22 червня 1961 року на березі Юганської Обі поблизу Усть-Балицьких юрт висадився загін геологорозвідників з бригадою теслярів. 5 жовтня вдарив перший нафтовий фонтан, а 18 грудня 1962 року зі свердловини Р-63 вдарив фонтан з добовим дебітом нафти 800 тонн, таких в Тюменській області ще не було. Після цього селище стало бурхливо рости і незабаром його перейменували в Нефтеюганськ, об'єднавши в цьому слові Нафта і Юганська Об. 16 жовтня 1967 року Президія Верховної Ради РРФСР видала Указ «Про перетворення робочого селища Нефтеюганськ Сургутського району Ханти-Мансійського національного округу Тюменської області в місто окружного підпорядкування».
2015 року сталася аварія на нафтопроводі і місто затопило нафтою

## Економіка
Нафтовидобуток є основою економіки міста. В Нефтеюганському районі, де розташований Нефтеюганськ, видобувається кожна 7-а тонна російської нафти.